# Chevel Tefen
Chevel Tefen nebo jen Tefen (hebrejsky חבל תפן‎) je region a průmyslová místní rada v Izraeli, v Severním distriktu, v oblasti Horní Galileje.
Tento region zaujímá oblast náhorních planin v západní části Horní Galileje. Geograficky je na jihu ohraničen Bejtkeremským údolím, na východě údolím Nachal Peki'in a úpatím masivu Har Meron. Na severu sahá k městu Ma'alot-Taršicha, na západě jej ohraničuje pás měst obývaných izraelskými Drúzy jako Jirka a Januch-Džat.

## Dějiny
Jméno je odvozeno od staršího arabského místního názvu pevnosti Kala'at Tufanija, který byl dříve spojován se starověkým městem Tefen zmiňovaným v staroegyptských pramenech. Novější výzkum ovšem prokázal, že tato lokalita se nacházela v dnešním Libanonu. V biblických dobách tento region tvořil hranici mezi izraelitskými kmeny Ašer a Neftalí, ale nešlo o oblast s výrazným lidským osídlením, kterému zde chyběly vodní zdroje a zemědělská půda. Teprve z pozdějšího byzantského období v raném středověku tu vzniklo pět sídel. Později ve středověku zde nebylo významnější arabské osídlení.

## Novověké židovské osidlování

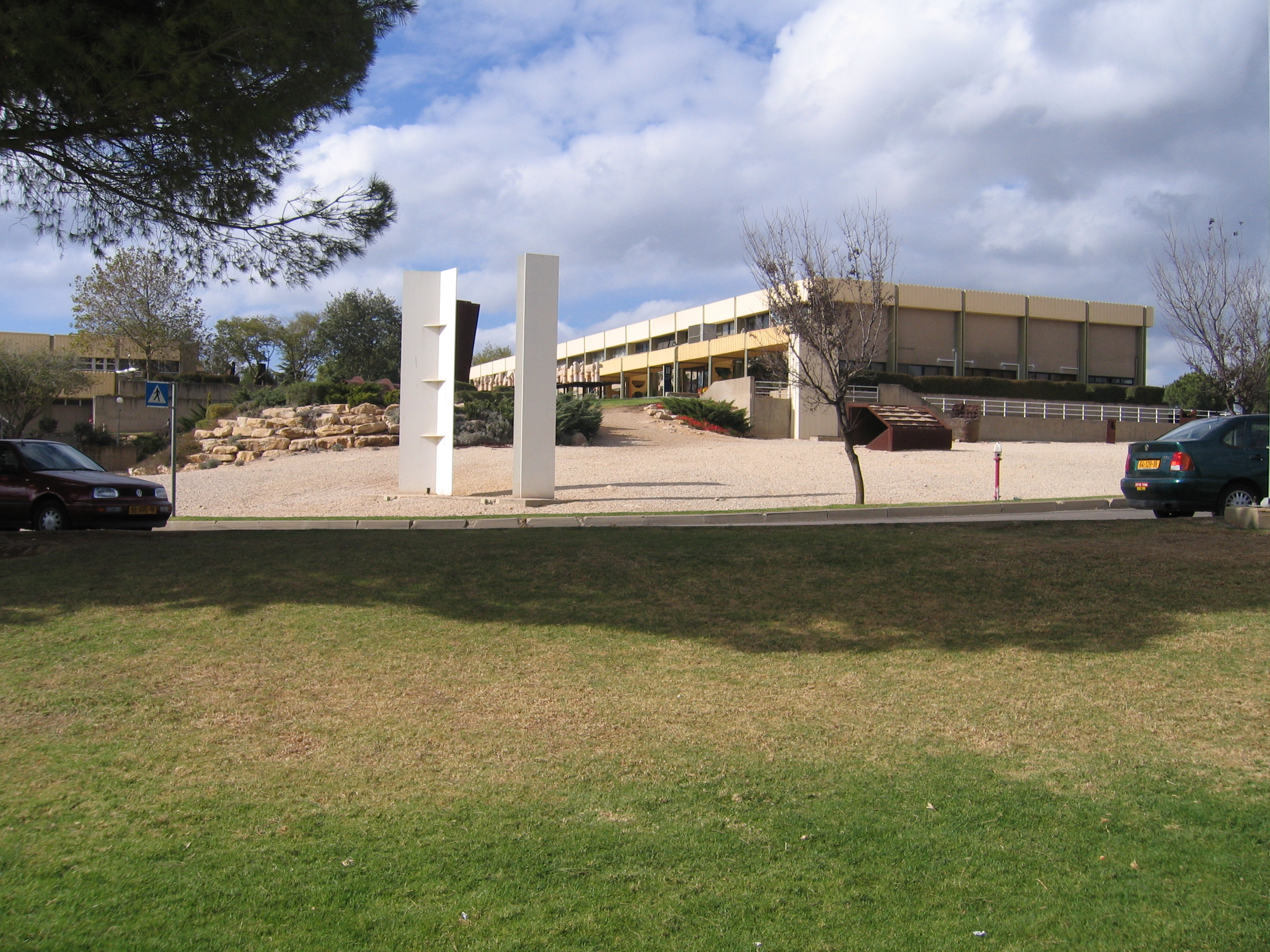
Budova muzea v průmyslové zóně Tefen

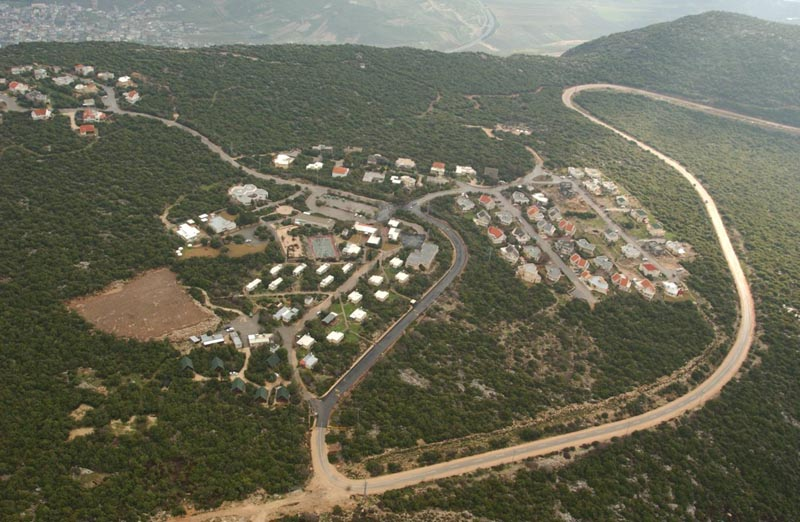
Letecký pohled na vesnici Chaluc v regionu Chevel Tefen

Novověké osidlování Chevel Tefen započalo koncem 70. let 20. století, kdy v Galileji v rámci programu Micpim be-Galil vzniklo několik židovských vesnic. V tomto regionu šlo o osady Chaluc, Lavon, Lapidot, Gita, Kišor, Tuval a Pelech. Některé z těchto vesnic se ale nepodařilo trvale osídlit (Pelech, Kišor). Úspěšnější bylo založení zcela nového města Kfar Vradim na severu tohoto území. Vzniklo roku 1984 jako soukromá iniciativa skupiny investorů okolo Stefa Wertheimera, který se také podílel na založení nedaleké průmyslové zóny Tefen.

## Průmyslová zóna Tefen
Právě průmyslová zóna Tefen se stala nejúspěšnějším místním rozvojovým projektem. Vznikla roku 1981 z iniciativy Stefa Wertheimera. V současnosti zde funguje 62 firem.
Součástí průmyslové zóny Tefen je i muzeum, které obsahuje expozici automobilových veteránů, výstavu věnovanou Izraelcům německého původu a výstavní galerii.
Průmyslová zóna Tefen je na dopravní síť napojena pomocí lokální silnice číslo 854, která vede z Ma'alot-Taršicha do Bejtkeremského údolí. Po roce 2009 byla dokončena nová silnice, která průmyslovou zónu Tefen napojuje západním směrem na obec Januch-Džat.

## Místní rada Migdal Tefen
Okolo této průmyslové zóny vznikla roku 1991 průmyslová místní rada Migdal Tefen (hebrejsky מגדל תפן‎, mo'aca mekomit Migdal Tefen), která je unikátním typem místní samosprávy, jež není vázána na obydlená sídla ale na průmyslovou zónu a koordinuje podnikatelský rozvoj regionu. Zčásti nahradila rozpuštěnou oblastní radu Merkaz ha-Galil, jejíž členské obce (například drúzská vesnice Kisra-Sumej) se osamostatnily. Pod jurisdikci místní rady Migdal Tefen spadá řízení průmyslového rozvoje na území o ploše 2700 km² a přibližně 7000 pracovních míst, z toho 3500 v průmyslové zóně Tefen. Další průmyslové zóny byly založeny v jiných obcích. Vedení místní rady je složeno ze zástupců podnikatelů, veřejnosti a vlády.